# Elisabetta al castello di Kenilworth

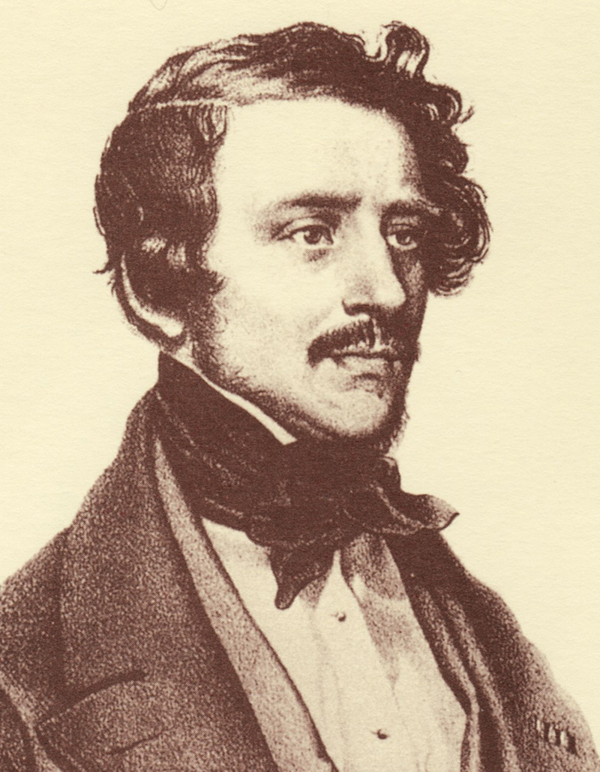
Gaetano Donizetti.

Elisabetta al castello di Kenilworth (Elisabeth på slottet Kenilworth) är en opera i tre akter med musik av Gaetano Donizetti och libretto av Andrea Leone Tottola efter pjäsen Elisabetta al Castello di Kenilworth av Gaetano Barbieri (1824), i sin tur byggd på Eugène Scribes text till Daniel Aubers opera Leicester, ou Le château de Kenilworth, som i sin tur bygger på Sir Walter Scotts roman Kenilworth (1821).

## Historia
Operan var Donizettis 26:e sceniska verk och hade premiär den 6 juli 1829 på Teatro San Carlo i Neapel. Följande år reviderade han operan och under namnet Il castello di Kenilworth hade den premiär den 24 juni 1830. Elisabetta var den första av Donizettis operor som hade två stora kvinnliga roller och innehåller därmed flera praktfulla arior. Kören, som hälsar drottningen i akt I, skulle Donizetti senare använda för Dulcamaras entré i Kärleksdrycken (1832).
Operans handling rör sig kring Leicesters hemliga äktenskap med Amelia (Amy Robsart) och Warneys illvilliga försök att först förföra och sedan mörda henne. Senare skulle Donizetti skriva fler operor med handling från Tudortiden; Anna Bolena (1830) och Maria Stuarda (1834).

## Personer
- Elisabetta, drottning av England (sopran)
- Roberto Dudley, Earl of Leicester (tenor)
- Amelia Robsart, hans hemliga fru (sopran)
- Warney (baryton)
- Lambourne (bas)
- Fanny (mezzosopran)
- Riddare, tjänare, vakter, soldater (kör)

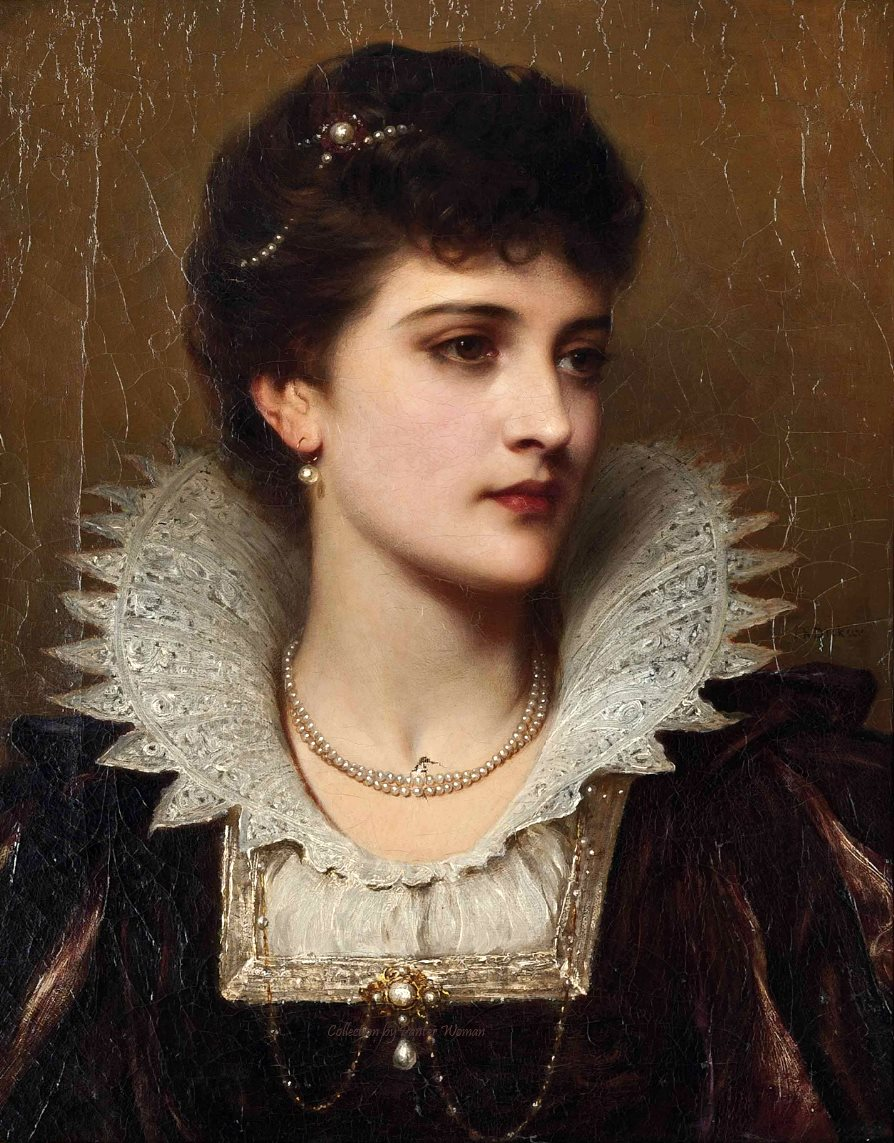
Amy Robsart (Amelia) tolkad av Thomas Francis Dicksee
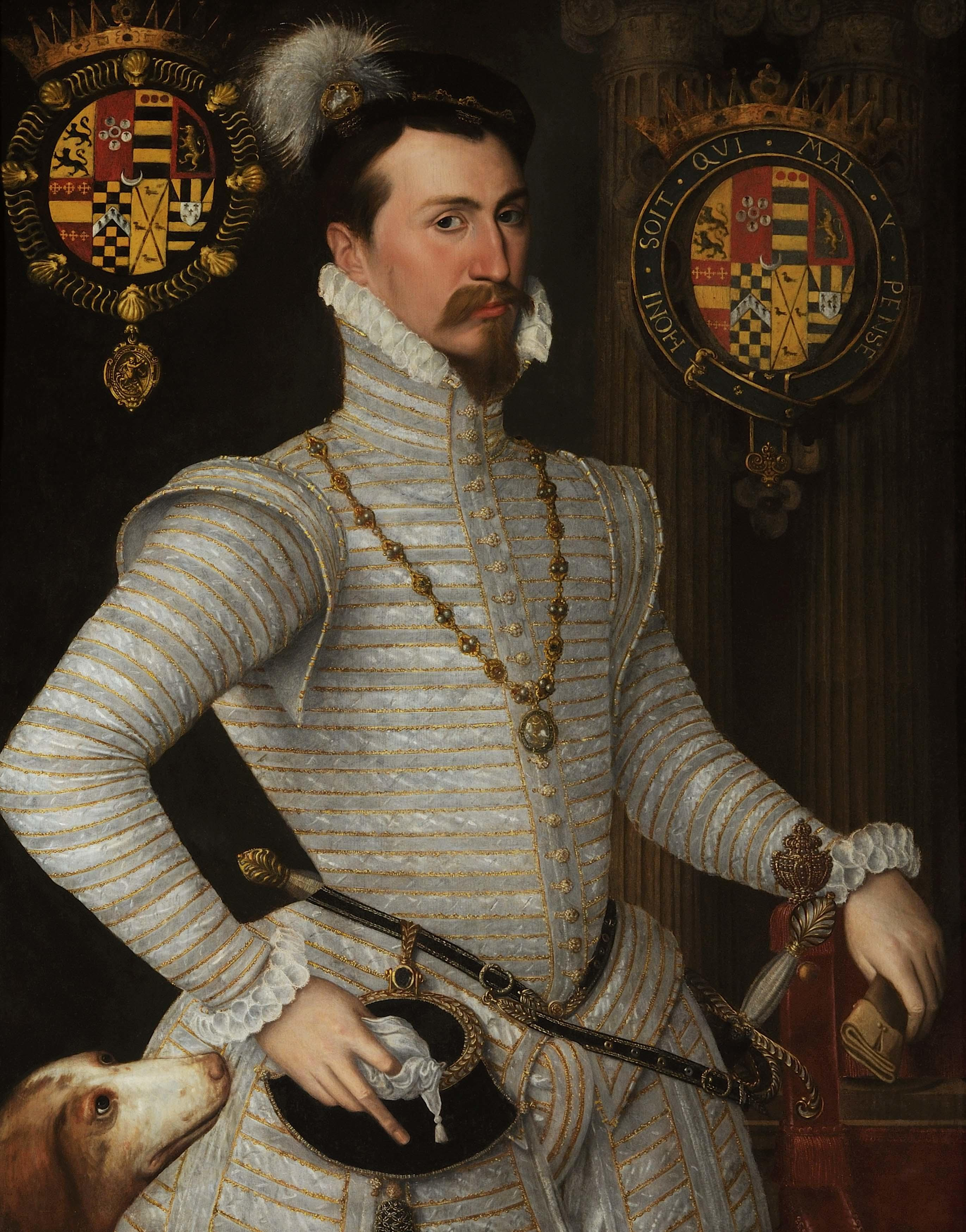
Robert Dudley, earl av Leicester (Roberto Dudley)
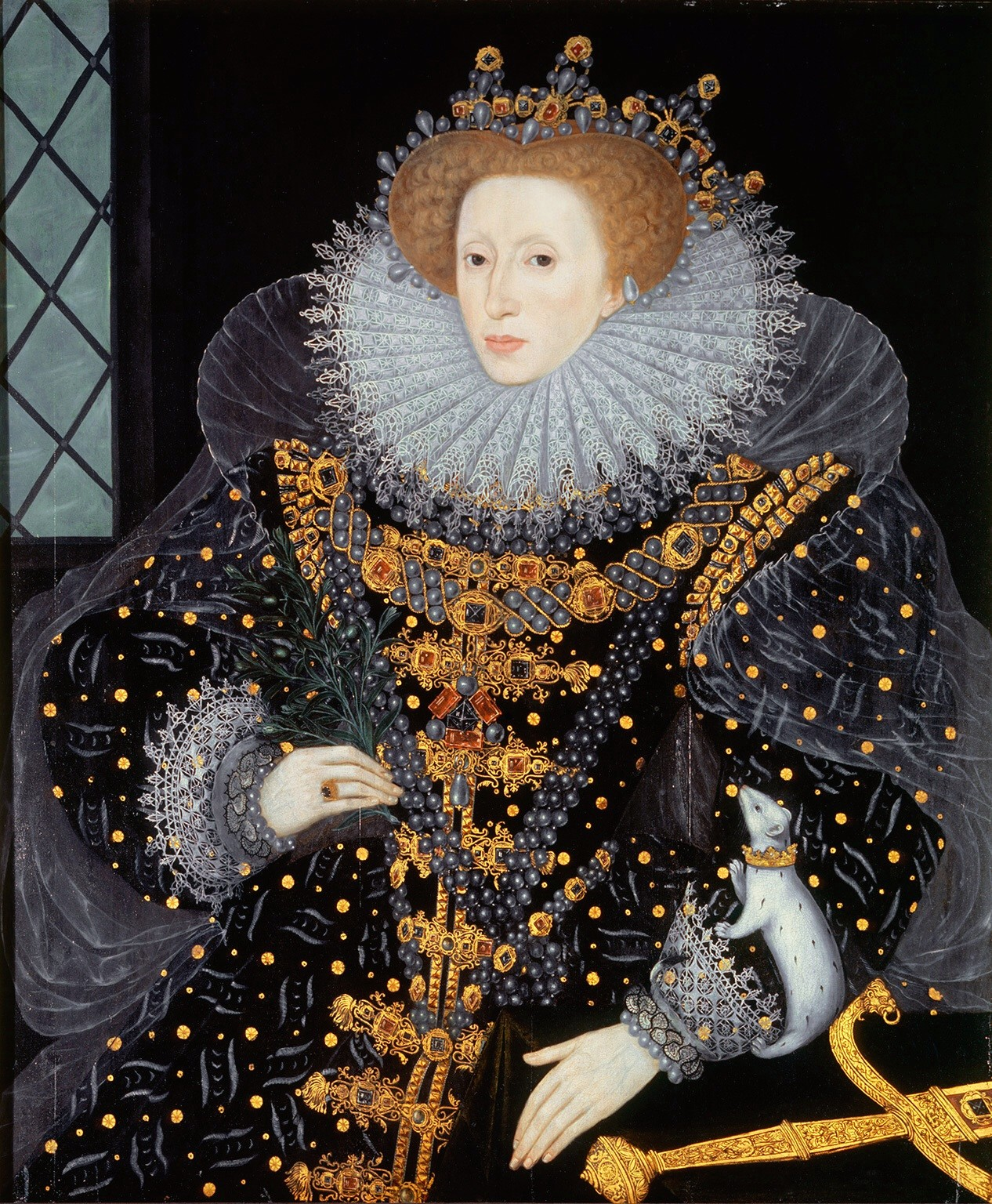
Drottning Elizabeth I

## Handling
Tid: Under drottning Elisabeth I av England
Plats: Dudleys hem i Kenilworth Castle

### Akt I
Såsom drottnings nuvarande favorit försöker Dudley dölja sitt hemliga äktenskap med Amelia. Hon konfronterar Leicester för att han håller henne gömd och förklarar att hon hellre vill att han dödar henne än förskjuter hennes kärlek.

### Akt II
När Elisabetta upptäcker att Dudley och Amelia verkligen är gifta med varandra blir hon rasande och kräver hämnd. Dudley erbjuder sig som hennes offer men Elisabetta kräver att Amelia ska straffas.

### Akt III
Warney kommer till Amelias cell i syfte att förgifta henne, men Dudleys ankomst förhindrar dådet. När drottningen får reda på mordplanen ger hon efter. Hon låter fängsla Warney och ger Dudley sin välsignelse att fortsätta vara gift med Amelia.